# 瑪雅復興式建築

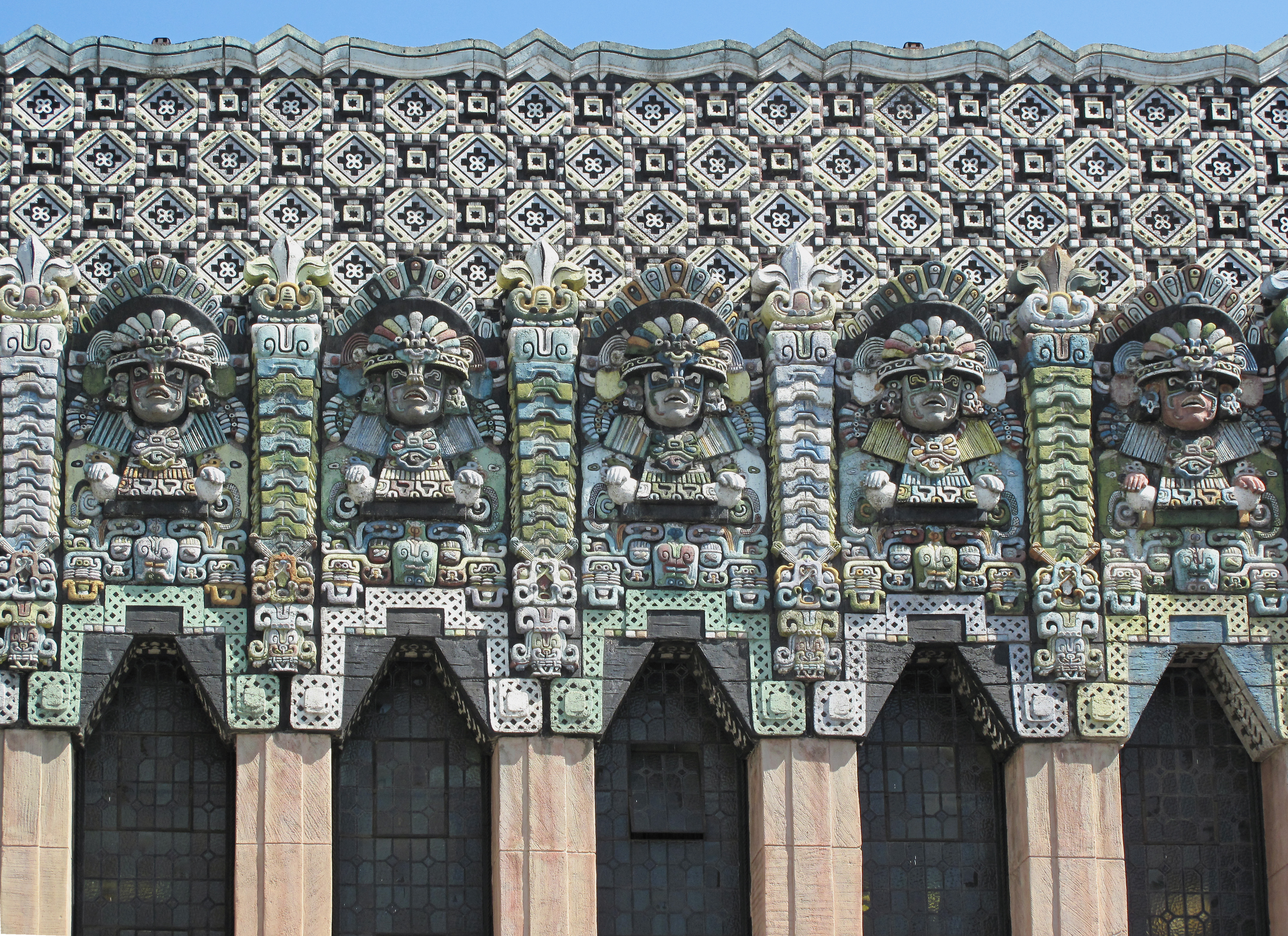
瑪雅劇院的正立面

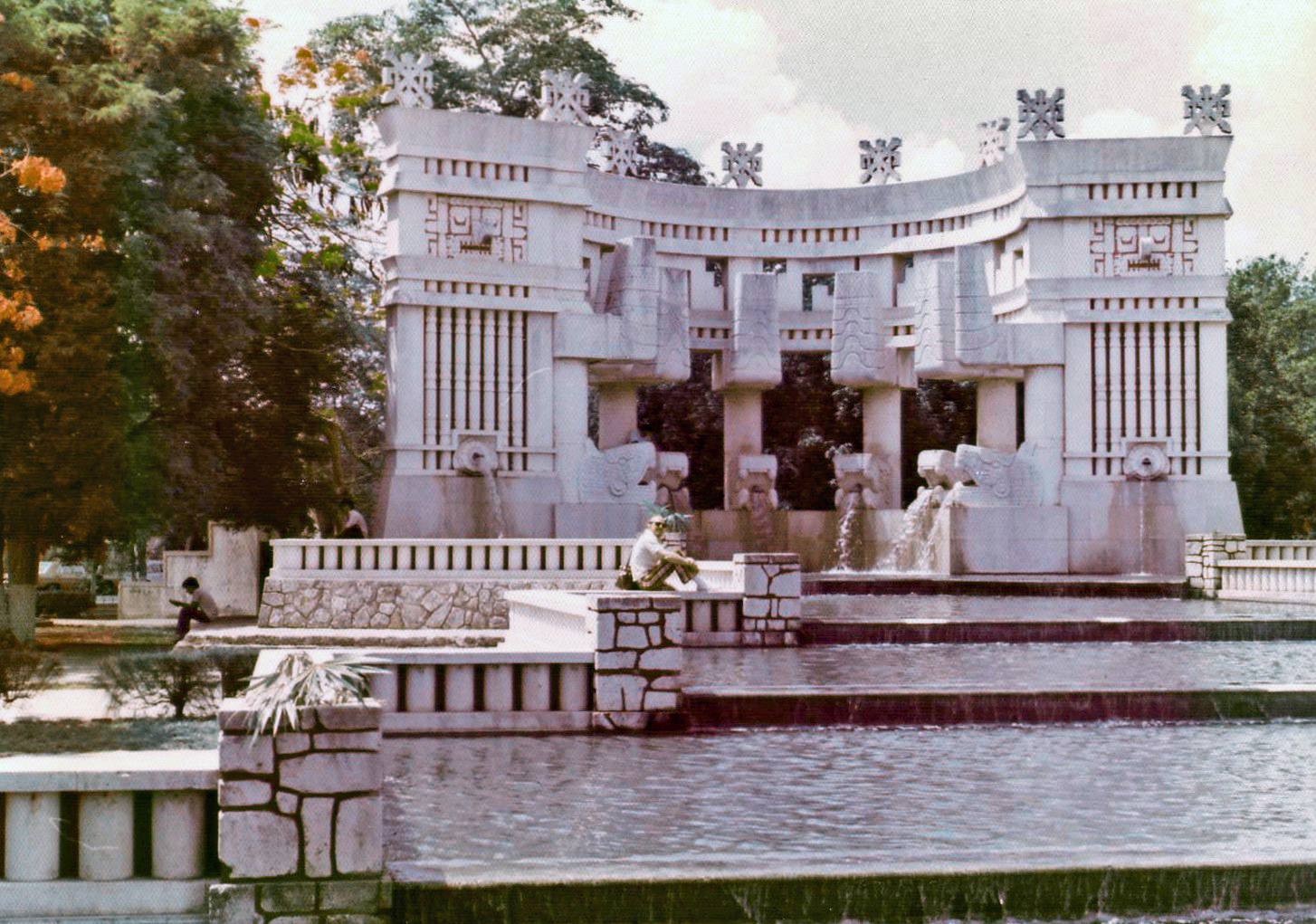
墨西哥梅里達的庫庫爾卡諾佈公共展館

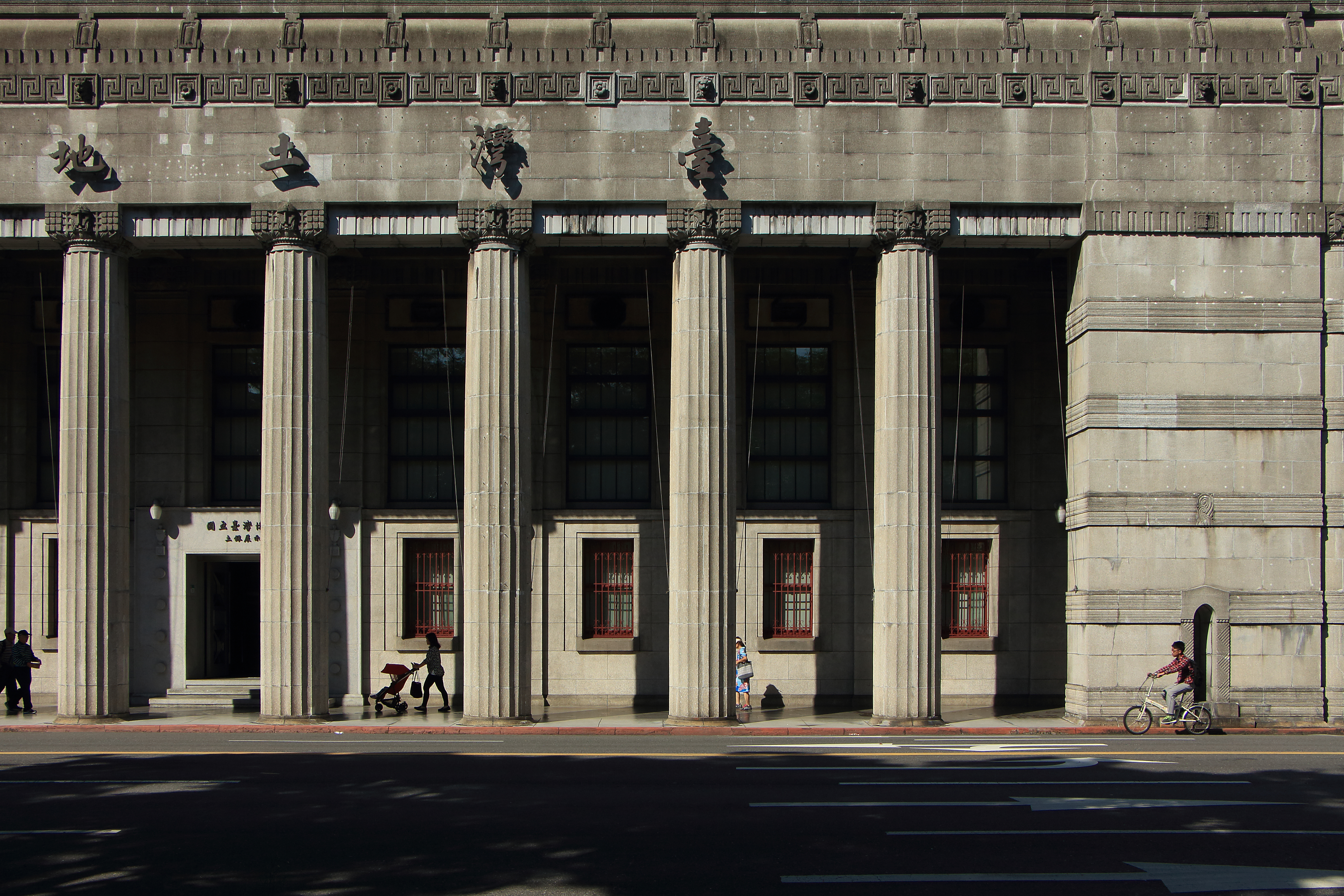
日本勸業銀行台北支店

瑪雅復興式建築（英語：Mayan Revival architecture），亦指在1920年代和1930年代期間於美洲流行的一種現代建築風格，其靈感來自前哥倫布時期中美洲文化的建築和元素。

## 歷史

### 起源
瑪雅復興式建築的名稱源於墨西哥南部和中美洲的瑪雅文明。在實際應用中，這種復興風格經常將瑪雅建築與其他中美洲文化的藝術元素相結合，尤其是來自前哥倫布時期的墨西哥中部地區和納瓦人群體的阿茲特克建築風格。這些風格的結合在設計上形成了一種非歷史性的綜攝特色，融合了不同的美洲原住民藝術傳統。
歷史學家馬喬里·英格爾（Marjorie Ingle）追溯了「馬雅復興建築」的起源，她指出保羅·菲利普·克雷特所設計的泛美聯盟大樓是一個重要的例子。這座建築融合了來自美洲原住民傳統的多種元素。其中，馬雅元素包括環繞中央噴泉的地板馬賽克（其中大部分圖案直接從科潘的雕塑中複製），以及位於建築入口兩側燈上的圖像。大樓內的美洲藝術博物館展示了許多從馬雅和墨西加人藝術中複製的石器建築細節。

### 裝飾風藝術的應用
在20世紀初期，隨著裝飾藝術風格的發展，許多美國的知名建築師開始將馬雅復興風格融入自己的建築設計中。其中一位重要的建築師是弗蘭克·勞埃德·賴特。賴特以普克建築為靈感，設計出不少具有中美洲異國元素的作品，包括洛杉磯橄榄山上的蜀葵之家中模仿了帕伦克考古区的神廟形狀，而位於東京的帝國飯店則以中美洲金字塔的形狀建造。在洛杉磯，賴特還設計了恩尼斯住宅、米勒德住宅、斯托雷住宅和弗里曼住宅，這些建築都使用了混凝土紡織塊系統，並在建築物上運用繁複的體浮雕和模塊化組件，使人聯想起乌斯马尔建築外牆的幾何圖案。
賴特的兒子洛伊德·賴特是一位景觀建築師和建築師，他擔任了父親四座房屋中其中三座的建造經理。此外，他還獨立設計了1926年位於好萊塢洛斯費利斯區的標誌性現代主義建築約翰·索登之家。賴特的徒弟遠藤新在1930年代建造的甲子園會館也受到了東京帝國飯店建築的影響。
另一個以馬雅形式最直接演繹的作品是貝斯·肖洛姆會堂。該會堂於1953年委託建造，呈巨大的金字塔形狀，其幾何屋頂細節展現了賴特對馬雅風格的演繹。
隨著東京帝國飯店的案例影響至日本，瑪雅復興建築的風格也影響至其他國家及地區，其中在臺灣曾應用於勸業銀行臺北支店、臺南支店、高雄支店等設施，皆可有著帶著裝飾的高聳簷壁牆面等特徵。

## 案例

弗蘭克·勞埃德·賴特的設計
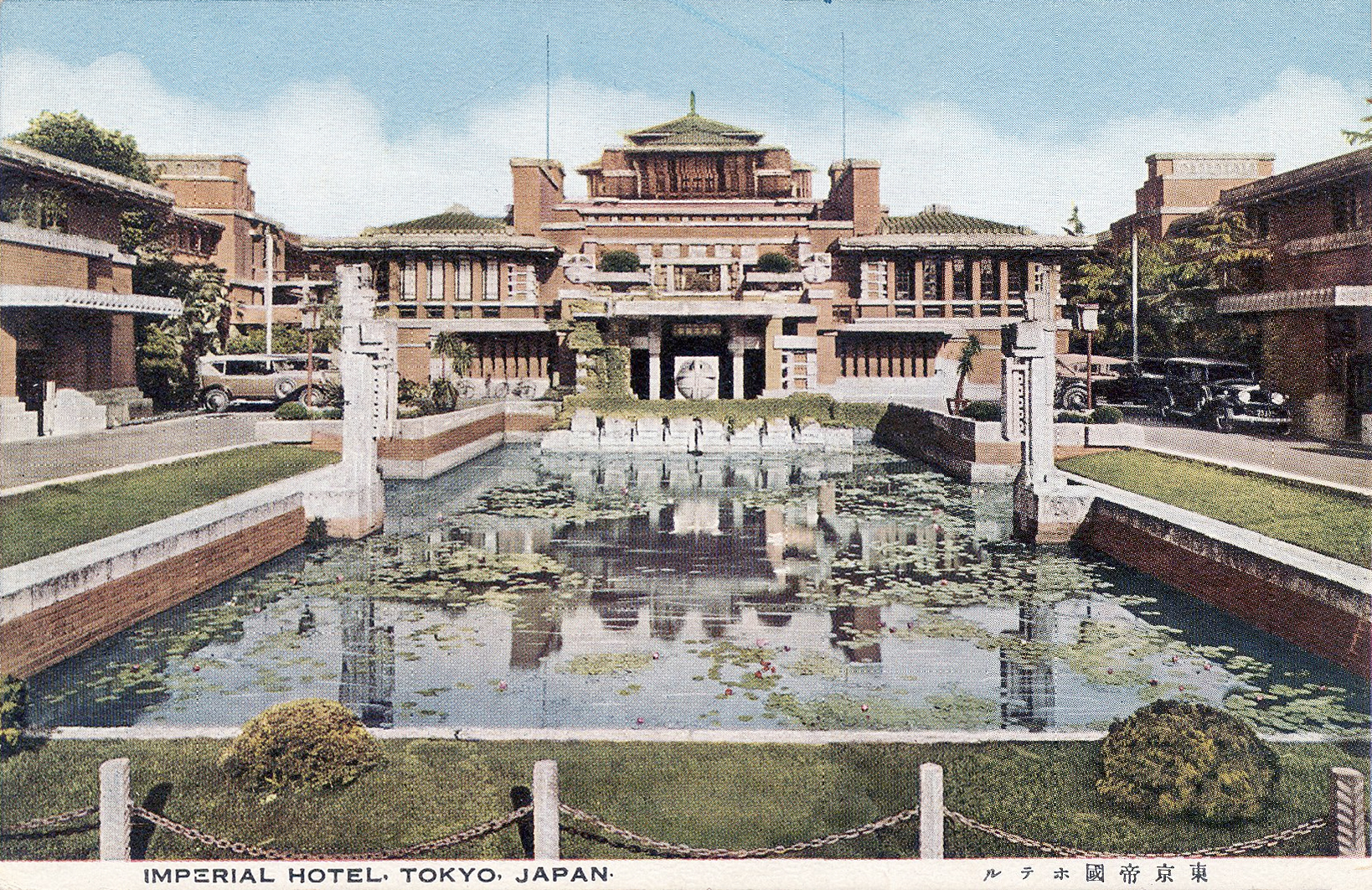
帝國飯店
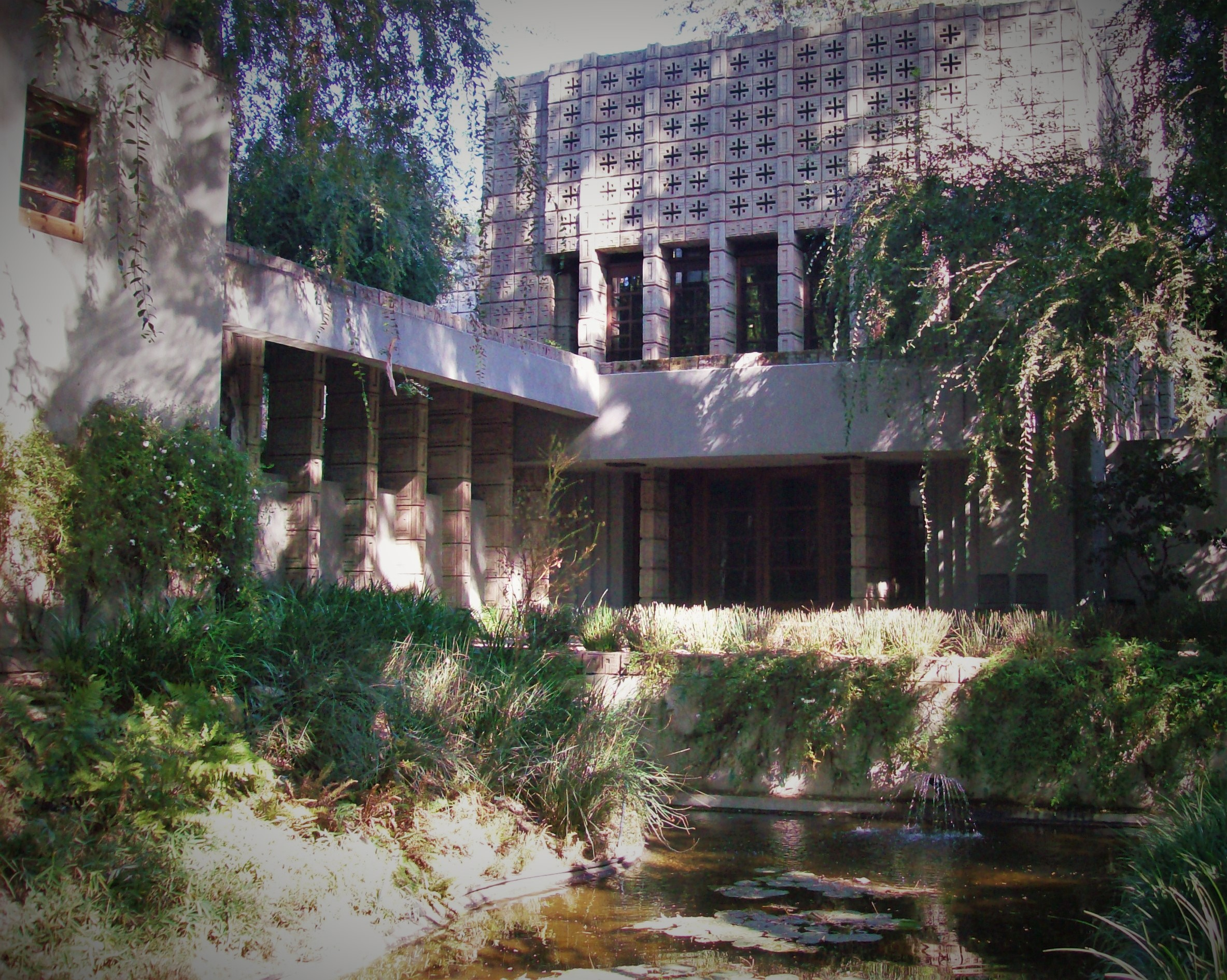
米勒德住宅
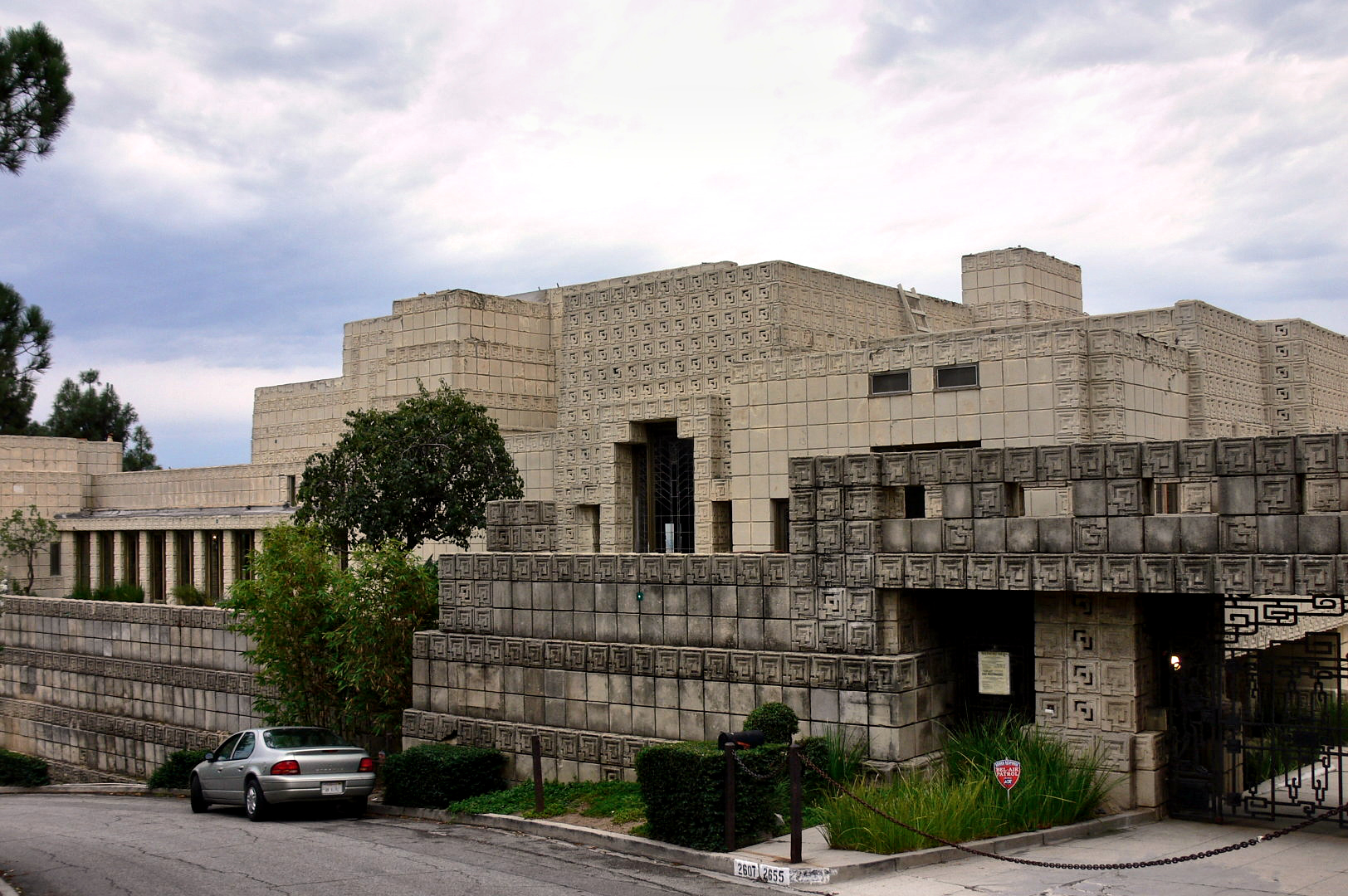
恩尼斯住宅
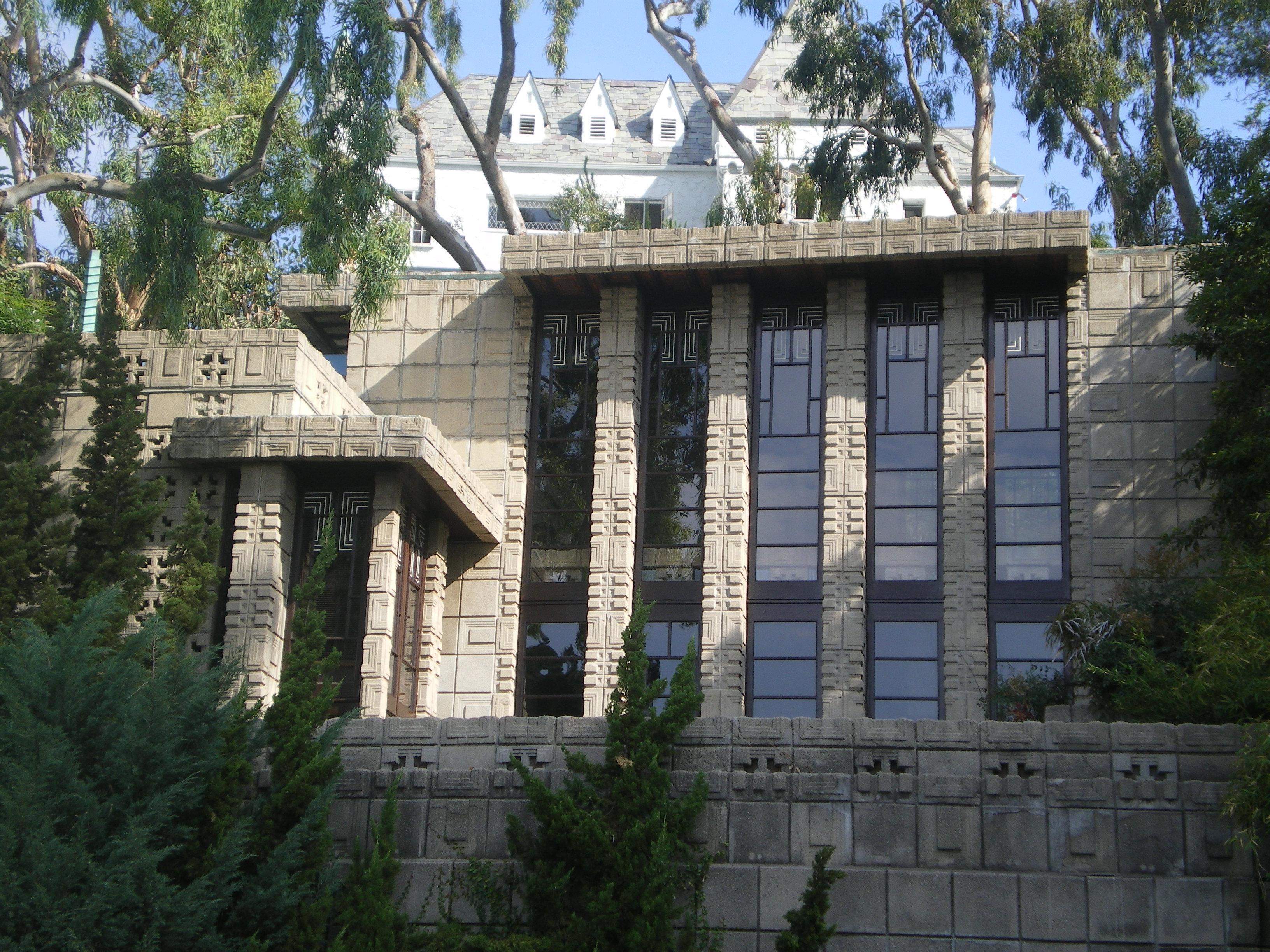
斯托雷住宅

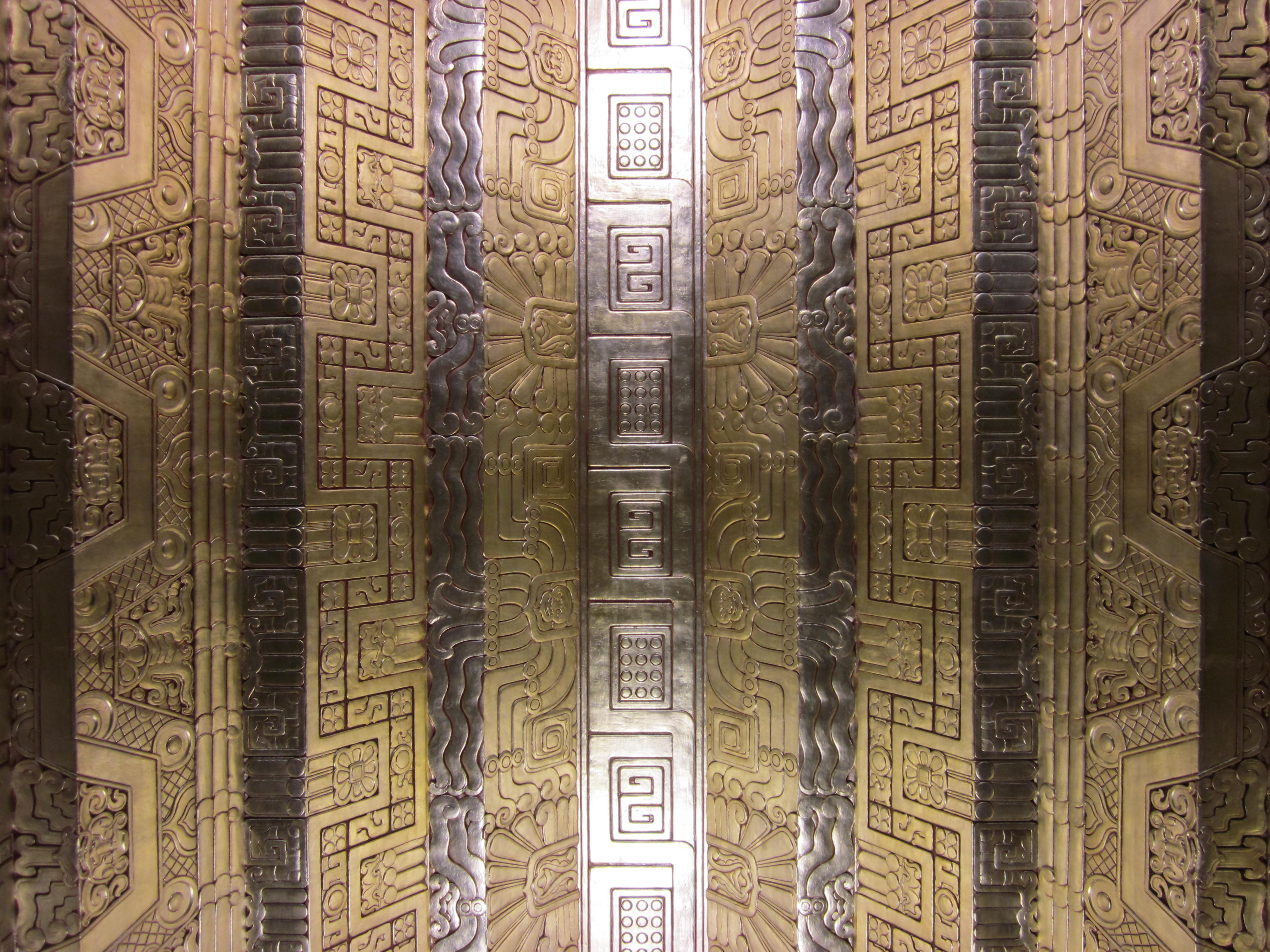
薩特街450號室內的經典瑪雅藝術特徵
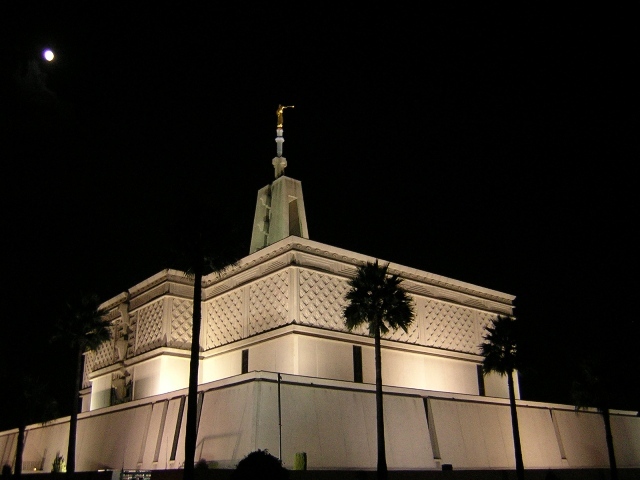
墨西哥城墨西哥聖殿（英语：Mexico_City_Mexico_Temple）
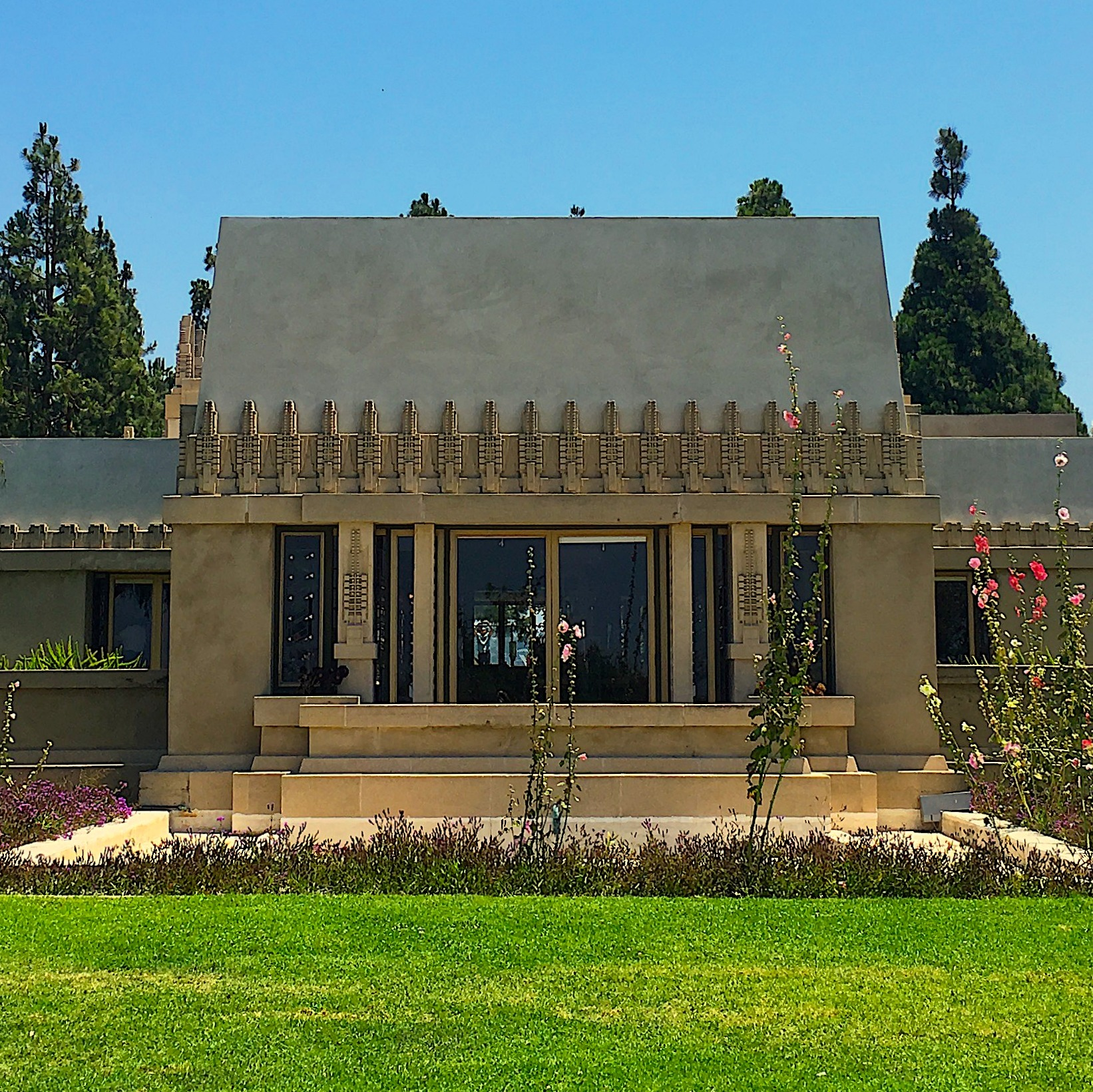
蜀葵之家
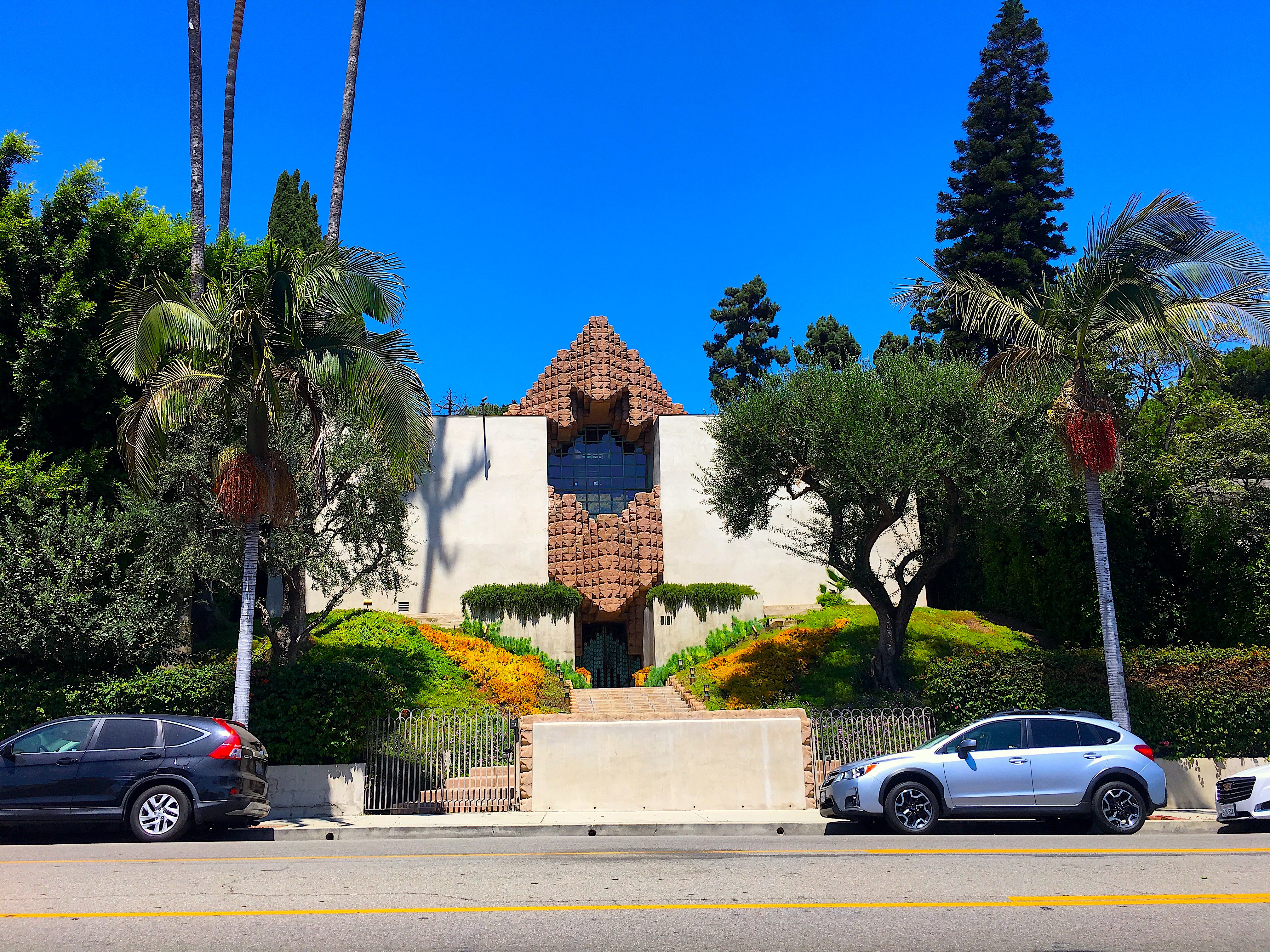
約翰·索登之家（英语：John_Sowden_House）

最知名的瑪雅復興式建築案例，是由羅伯特·史黛西-賈德在1924年至1925年間建造的阿茲特克飯店。它的外牆、室內和家具都融入了瑪雅文字所啟發的抽象圖案，並帶有裝飾藝術的影響，該建築位於加利福尼亚州蒙羅維亞的66号美国国道上。
史黛西-賈德曾到約翰·勞埃德·史蒂芬斯的著作影響，甚至更多地受到弗探險家雷德里克·卡瑟伍德描繪馬雅遺跡的插圖，這些插圖收錄在他們的書《中美洲、恰帕斯和尤卡坦的旅行事故》，該書在20世紀初期曾成為介紹中美洲文明遺跡的主要書籍。斯泰西-賈德在其中解釋了飯店命名的原因：「當飯店項目首次宣布時，普通人對瑪雅這個詞並不熟悉。瑪雅文化只對考古學有著重要性，而且只關注少數人。不過阿茲特克這個詞相對較為人熟悉，因此我就以這個名字來命名飯店，儘管所有的裝飾圖案都是瑪雅風格。」
雖然這座建築使用鋼筋混凝土在外牆上創造精細的設計，但一位意見觀察家寫道：「這種奇異的阿茲特克形式可能能夠營造出所期望的氛圍，並且符合建築物的合法宣傳需求，但如果出現一個「阿茲特克運動」並且模仿者將注意力從高尚的範例轉移到半野蠻人的形式上，那將是令人遺憾的。」
其他突出的瑪雅復興建築包括：
- 伊利諾伊州奧羅拉的奧羅拉伊麗莎俱樂部（英语：Aurora_Elks_Lodge_No._705），1926年
- 洛杉磯的瑪雅劇院（英语：Mayan_Theater），由斯泰爾斯·O·克萊門茨（英语：Stiles O. Clements）於1927年設計
- 休斯頓的石油大樓，由英美建築師阿爾弗雷德·博桑姆（英语：Alfred_Bossom）設計，1927年
- 德克薩斯州聖安東尼奧的賭場俱樂部（英语：Casino_Club），1927年
- 底特律的漁人大廈，由阿爾伯特·卡恩設計，瑪雅學者西爾韋納斯·莫利參與設計，1928年
- 底特律的嘉德大厦，由圖阿萊普族建築師維爾特·C·羅蘭（英语：Wirt C. Rowland）設計，1928-1929年
- 舊金山的薩特街450號（英语：450_Sutter_Street），由提摩西·L·普弗魯格（英语：Timothy L. Pflueger）設計，1929年
- 紐約州尼亞加拉瀑布城的聯合辦公大樓（英语：United_Office_Building），由埃森溫和約翰遜建築事務所（英语：Esenwein & Johnson）的詹姆斯·A·約翰遜（英语：James_A._Johnson_(architect)）設計，1929年
- 丹佛的瑪雅劇院，由蒙塔納·法利斯（Montana Fallis）設計，1929-1930年
- 維吉尼亞州馬里恩的林肯劇院（英语：Lincoln_Theatre_(Marion,_Virginia)），1929年
- 伯克利公共圖書館（英语：Berkeley_Public_Library），1934年
- 密蘇里州克萊縣的沃特斯大廳（英语：Hall_of_Waters），1937年
- 梅特蘭藝術中心（英语：Maitland_Art_Center），由J·安德烈·史密斯（英语：J. Andre Smith）設計，1938年

- 弗蘭克·勞埃德·賴特的設計
- 帝國飯店
- 米勒德住宅（英语：Millard_House）
- 恩尼斯住宅
- 斯托雷住宅（英语：Storer_House_(Los_Angeles)）

其他建築師的設計
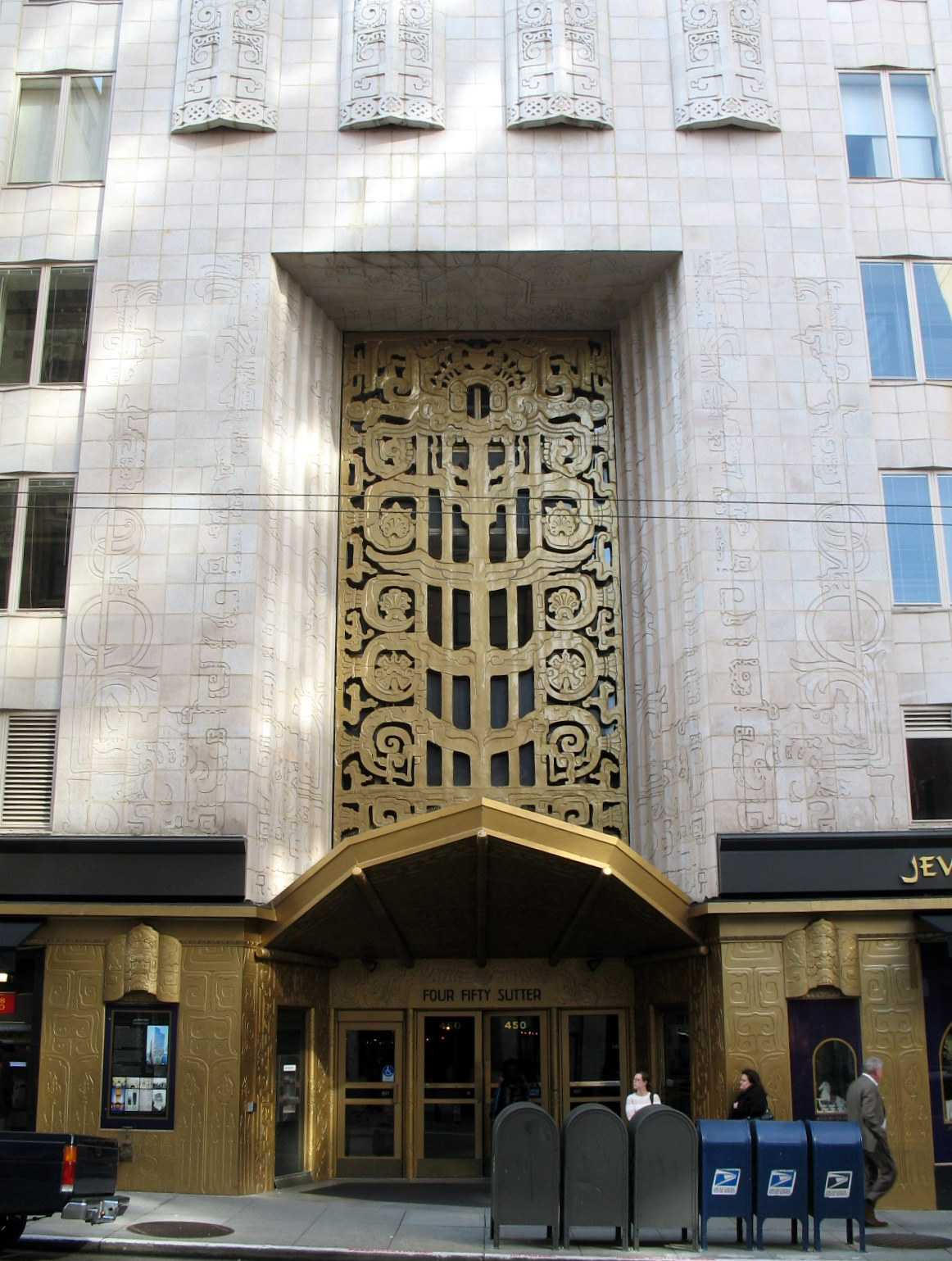
舊金山的薩特街450號（英语：450_Sutter_Street）入口
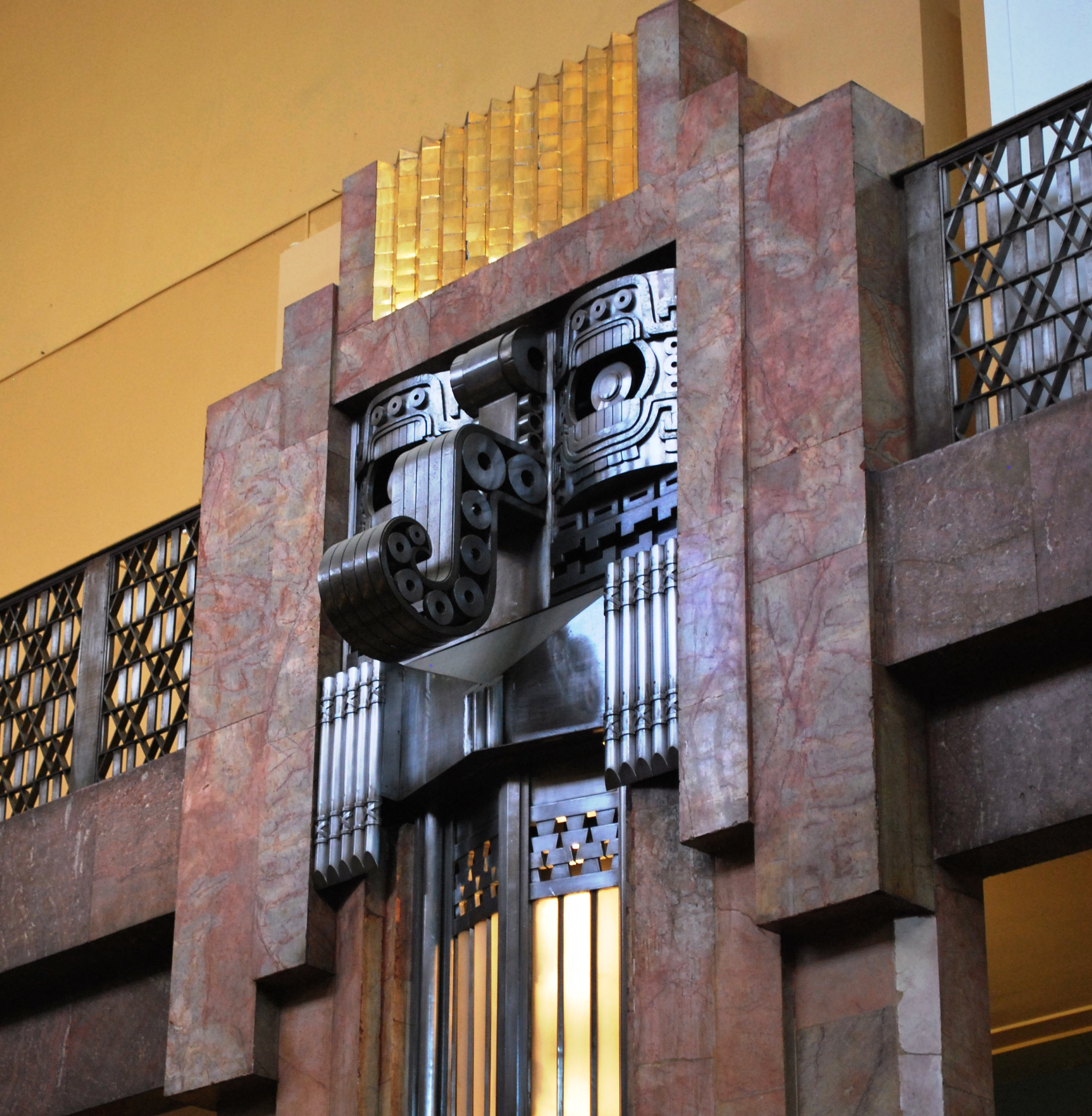
墨西哥城的藝術宮柱子，上面刻有瑪雅雨神恰克的雕像。
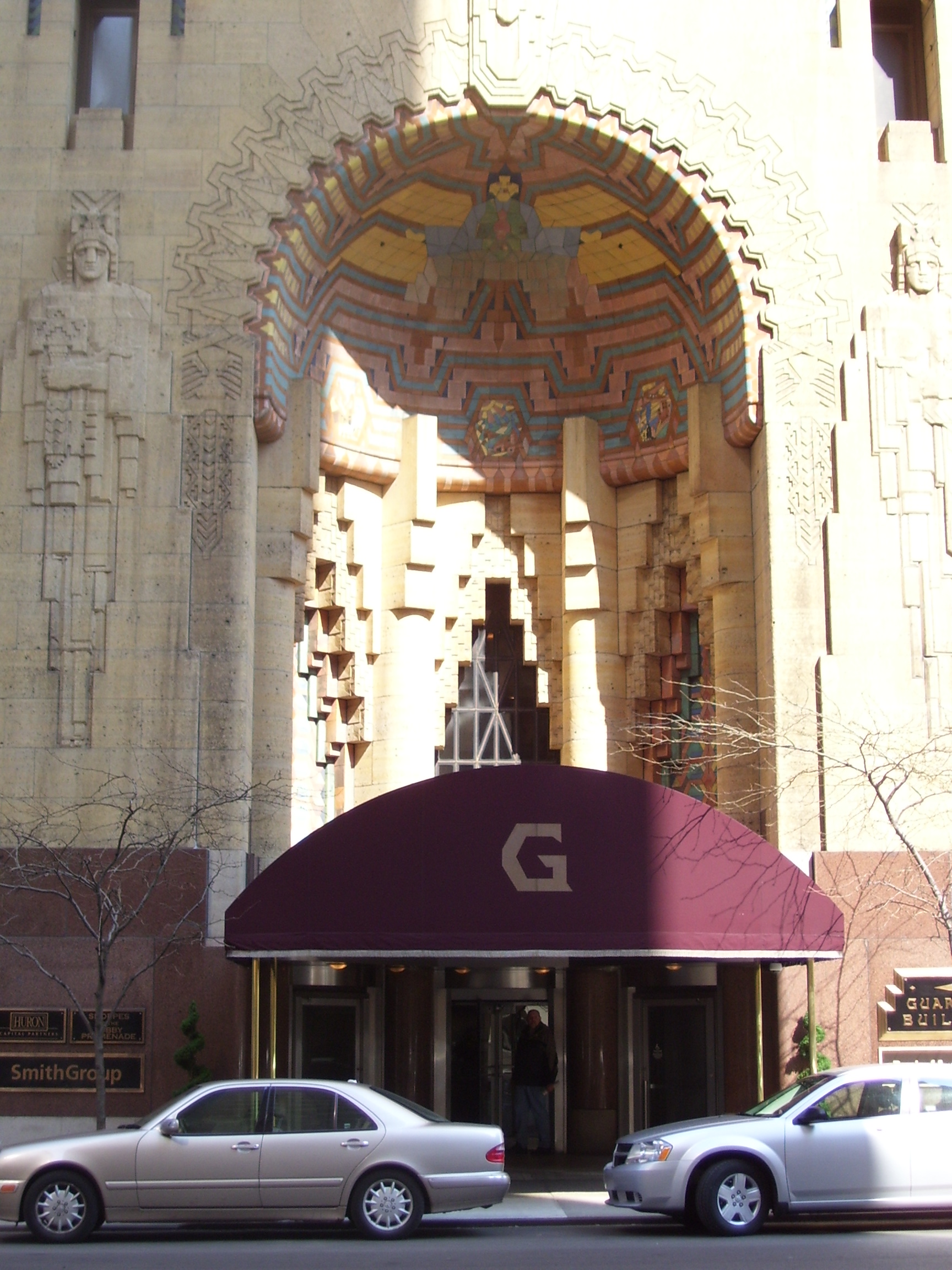
底特律衛報大樓
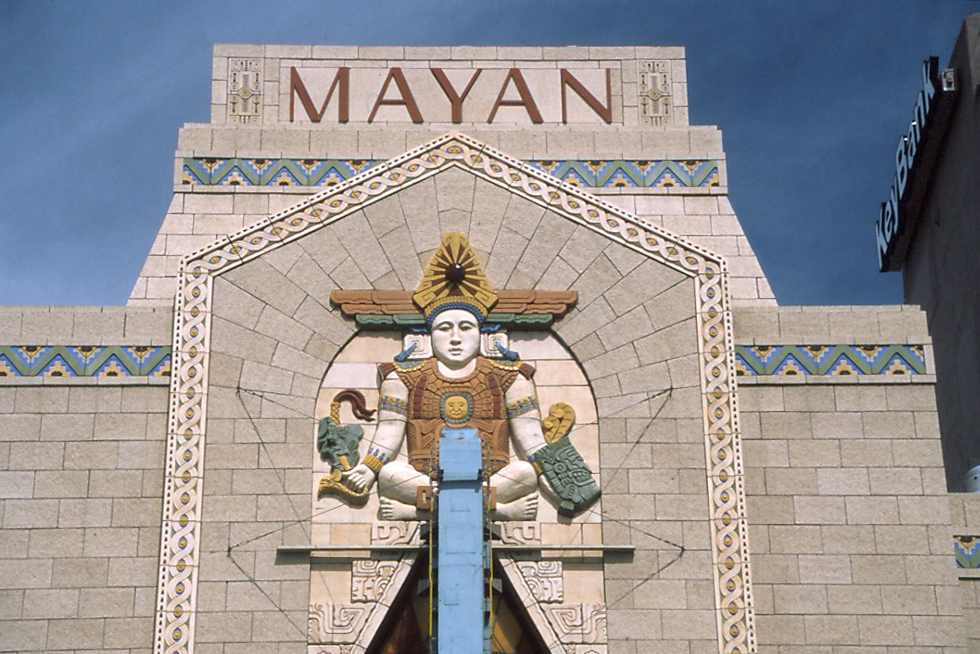
科羅拉多州丹佛市的瑪雅劇院
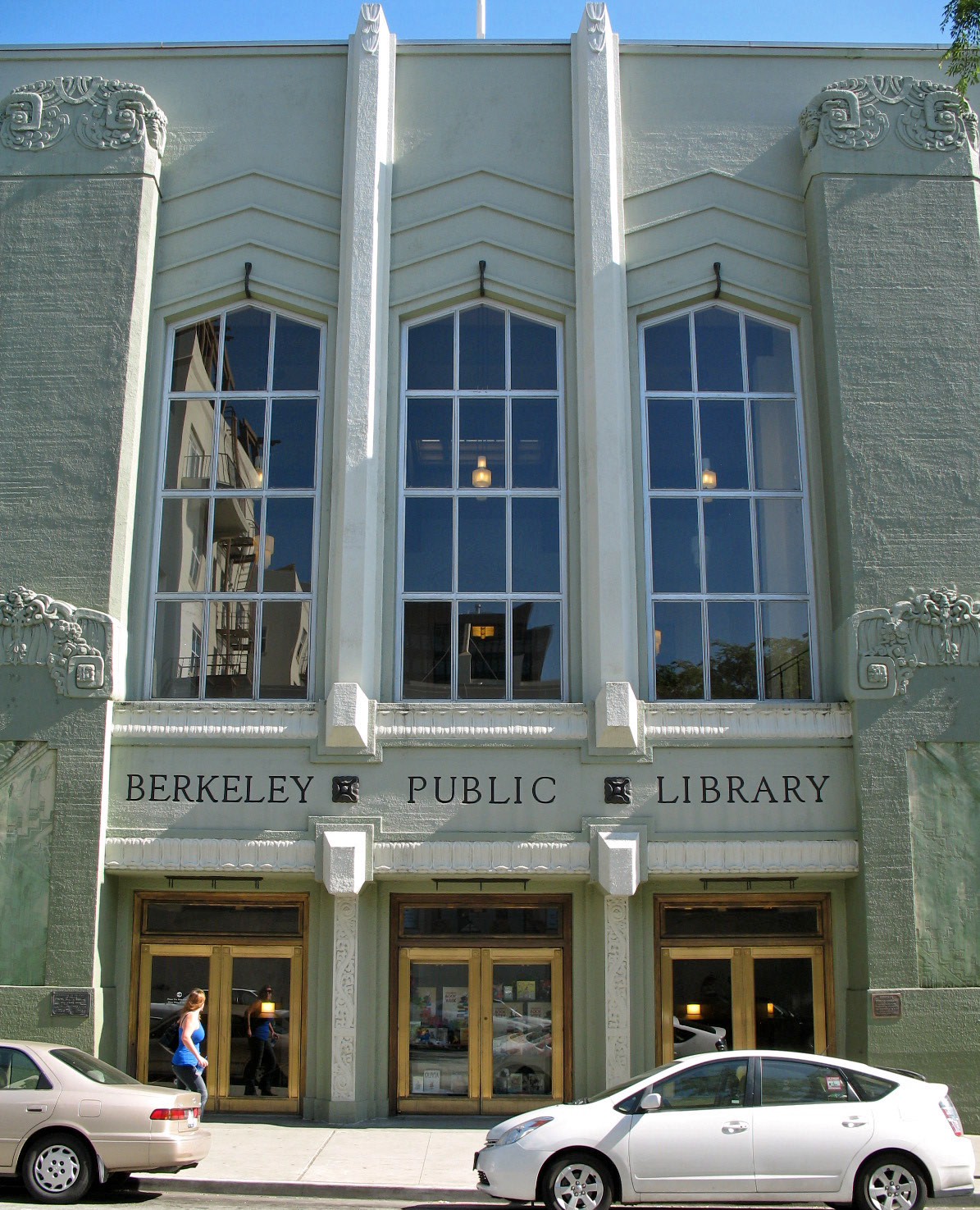
伯克利公共圖書館（英语：Berkeley_Public_Library）

## 外部連結
- Route 66-org: the Aztec Hotel – Monrovia